# Johan Axel Örbom
Johan Axel Örbom, född den 4 juni 1800 på Abbotsnäs i Floda socken, Södermanlands län, död den 14 december 1868 i Stockholm, var en svensk ämbetsman.
Örbom blev auskultant i Svea hovrätt 1824, extra ordinarie notarie där 1825, vice notarie 1828, vice häradshövding 1829, extra ordinarie fiskal i hovrätten 1830, ordinarie fiskal där samma år, adjungerad ledamot första gången 1831, vice advokatfiskal 1834 och assessor 1836. Han var hovrättsråd i Svea hovrätt 1843–1865 och därjämte ledamot av Sjöförsäkringsöverrätten från 1844. Örbom blev riddare av Nordstjärneorden 1849. 
Johan Axel Örbom var brorson till Carl Johan Örbom. Han gifte sig 1835 med Anna Carolina Westman (1801–1865), dotter av Abraham Westman och Ulrika Carolina Palmgren samt änka efter viktualiehandlanden i Stockholm Hans Samuel Åkerblom. Makarna var föräldrar till Axel Örbom.